# Jan Asselijn
Jan Asselijn (Dieppe, c. 1610 — Amsterdã, 1 de outubro de 1652) foi um pintor e desenhista neerlandês pertencente à Idade de Ouro neerlandesa. Era o irmão mais velho do poeta e dramaturgo Thomas Asselijn.

## Biografia

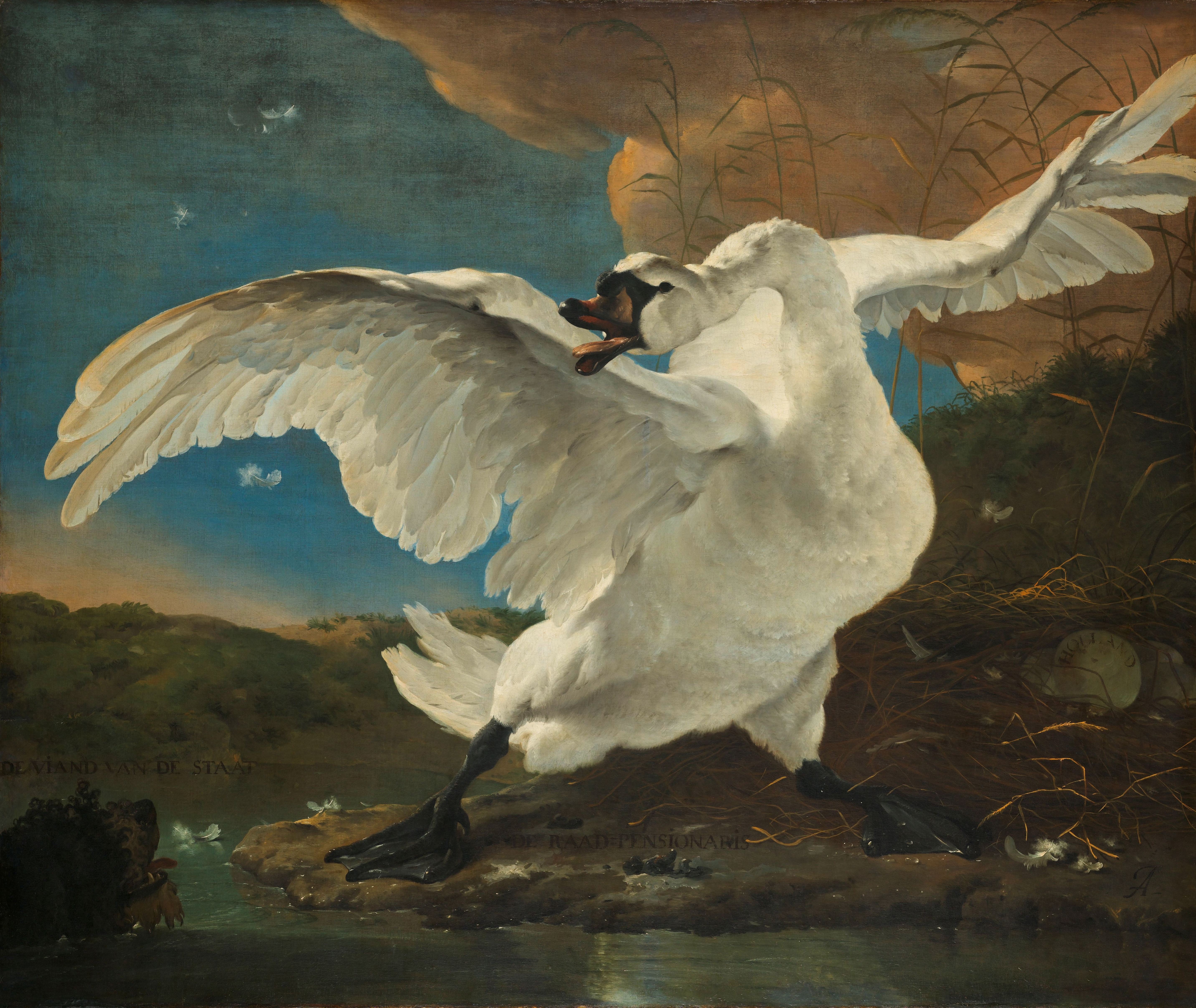
O Cisne Ameaçado, 1640-1650, Rijksmuseum.

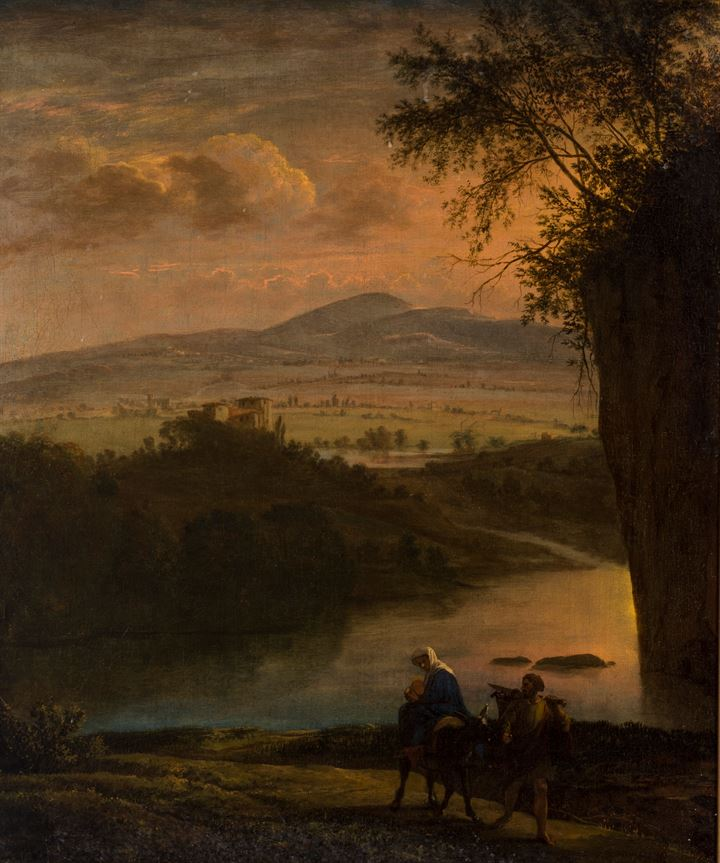
Fuga para o Egito, 1640

Asselijn nasceu em Dieppe de uma família de huguenotes franceses com o nome de Jean Asselin. Estudou pintura com Esaias van de Velde (1587-1630), e distinguiu-se particularmente em pintura de paisagem e animalista, embora seus trabalhos sobre temas históricos e peças de batalhas também sejam admirados. Viajou pela França e Itália, e modelou seu estilo segundo Bamboccio (Pieter van Laer), também membro dos Bentvueghels. Nicolaes de Helt Stockade e Asselijn casaram com duas irmãs em Lyon, em 1645, filhas de Houwaart Koorman de Antuérpia. De acordo com Houbraken, ele ouviu essa história de Abraham Genoels, que por sua vez a ouviu de Laurens Frank, um artista que estava hospedado na casa de Koorman, juntamente com Artus Quellinus, nessa ocasião. Após o casamento, tanto Asselijn quanto Helt Stockade retornaram para os Países Baixos. Asselijn tinha uma mão atrofiada e era de pequena estatura, o que lhe deu o apelido na França de petit Jean Hollandois, e era conhecido entre os Bentvueghels como Krabbetje (garra curta).
Parece ter sido amigo de Rembrandt. Na gravura a água-forte, que Rembrandt fez dele, Asselijn aparenta estar de pé diante de um cavalete. Suas mãos não são mostradas. Frederik de Moucheron, outro pintor de paisagens italianas, foi seu aluno.
Foi um dos primeiros pintores neerlandeses a introduzir uma maneira fresca e clara de pintar paisagens no estilo de Claude Lorrain, e seu exemplo foi rapidamente seguido por outros artistas. Os quadros de Asselijn eram muito apreciados em Amsterdã, e vários deles podem ser vistos nos museus da cidade. Vinte e quatro deles, pintados na Itália, foram reproduzidos em gravuras.
Uma de suas pinturas, O Cisne Ameaçado, que retrata um cisne defendendo agressivamente seu ninho, tornou-se um símbolo da resistência nacional neerlandesa, embora não se saiba se esta era mesmo a pretensão de Asselijn. Em especial, foi interpretado como uma representação de Johan de Witt. Várias inscrições foram adicionados pelos proprietários posteriores da pintura, incluindo "Holanda" em um dos ovos, e "Inimigo do Estado" ao lado do cão que está ameaçando o ninho. Algumas partes da pintura são menos realista do que o cisne, tal como as nuvens baixas, o cão e os ovos. A pintura foi datada como produzida na década de 1640. Esta é considera a obra mais famosa de Asselijn e foi a primeira aquisição do Rijksmuseum.